# Imprimerie nationale (bâtiment)
L’Imprimerie nationale est un bâtiment situé au 27 rue de la Convention dans le 15e arrondissement de Paris. Construit à partir de 1903 par Alphonse Didelot (d) pour devenir le siège de l’Imprimerie nationale (en remplacement d’un bâtiment situé rue Vieille-du-Temple), il est occupé depuis 2009 par plusieurs services du ministère des Affaires étrangères auparavant dispersés (notamment les ressources humaines, les affaires financières, la direction des Français à l'étranger et de l'administration consulaire, la direction générale de la Mondialisation (DGM), le centre de conférences internationales, l'inspection générale des affaires étrangères, le centre médical, etc.). 
En 2004, à la suite du déménagement des ateliers parisiens de l'Imprimerie nationale vers Choisy-le-Roi, l'État a vendu le bâtiment au fonds d'investissement Carlyle pour la somme de 85 millions d'euros et l'a racheté après transformation en 2007 pour 376 millions d'euros au même groupe,. 

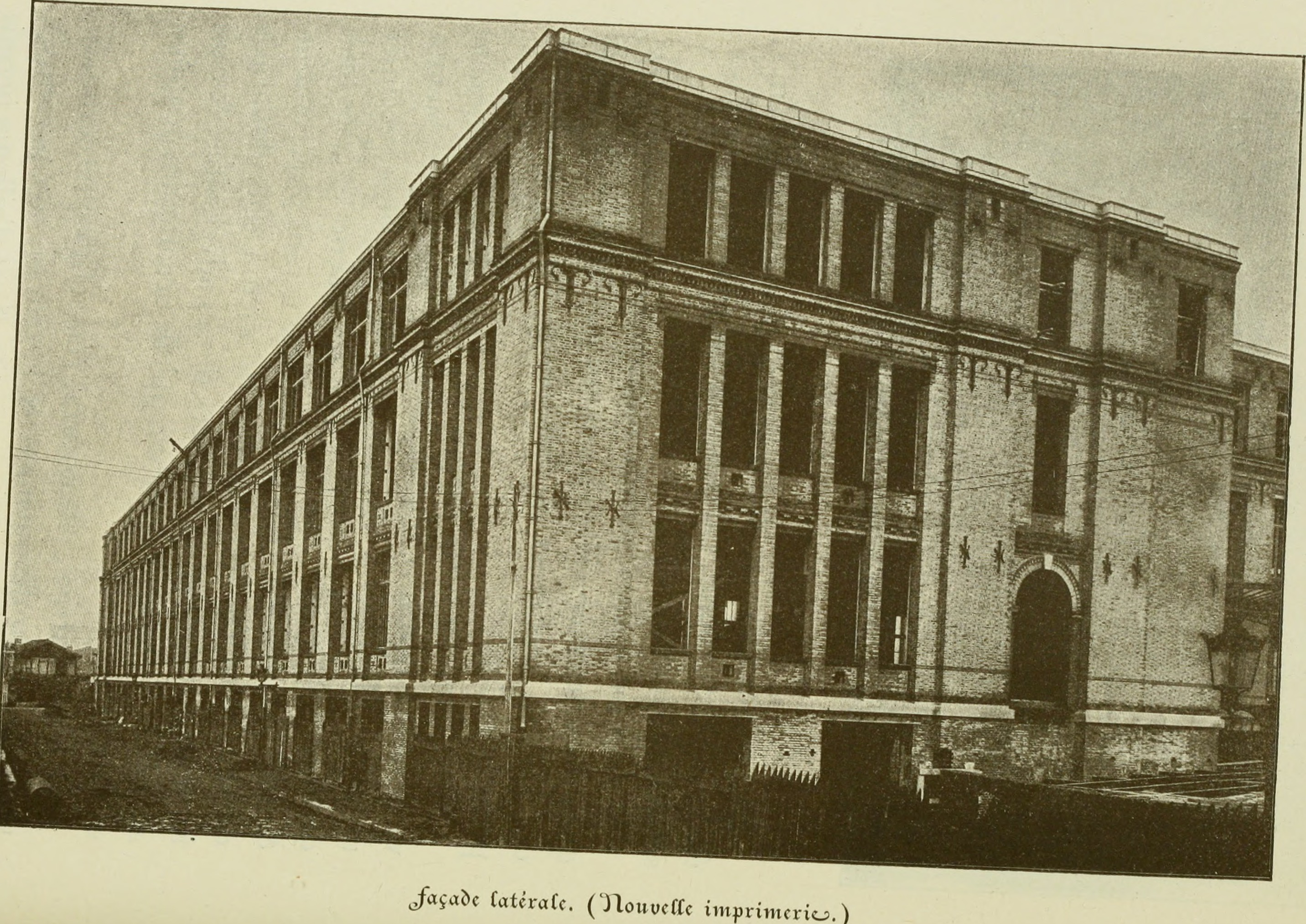
Début de l'Imprimerie nationale en 1905
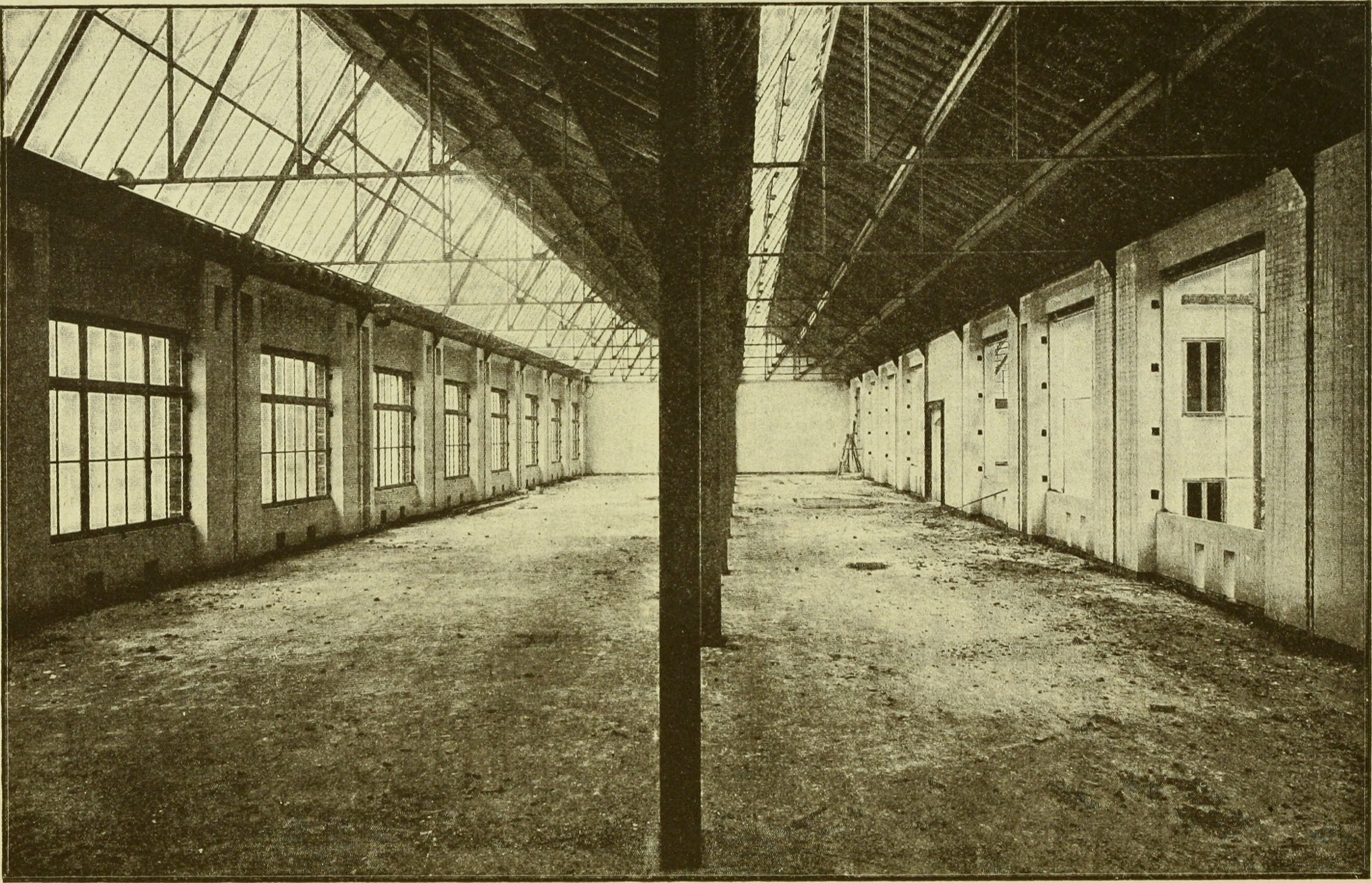
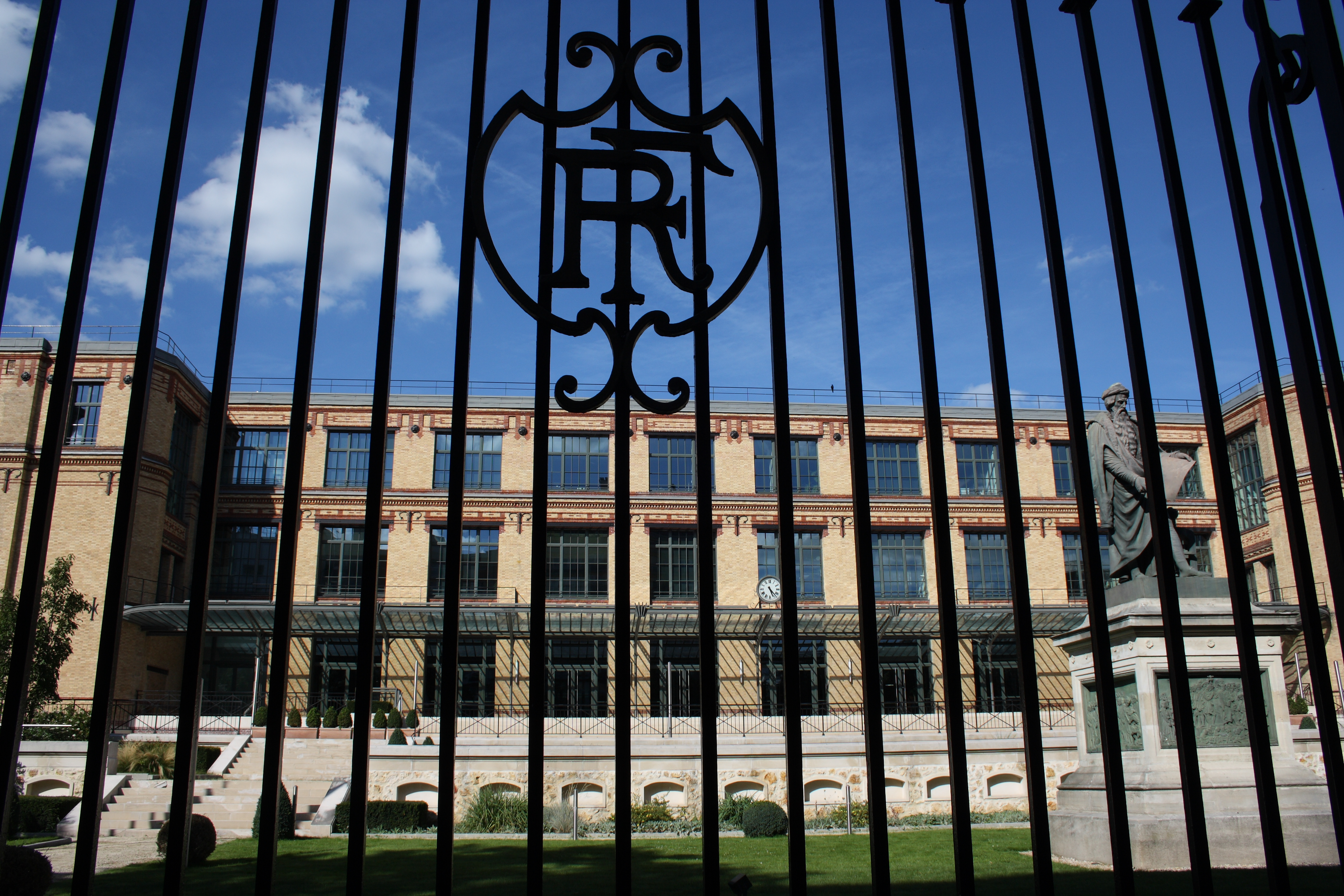
Grille de l'ancienne Imprimerie nationale
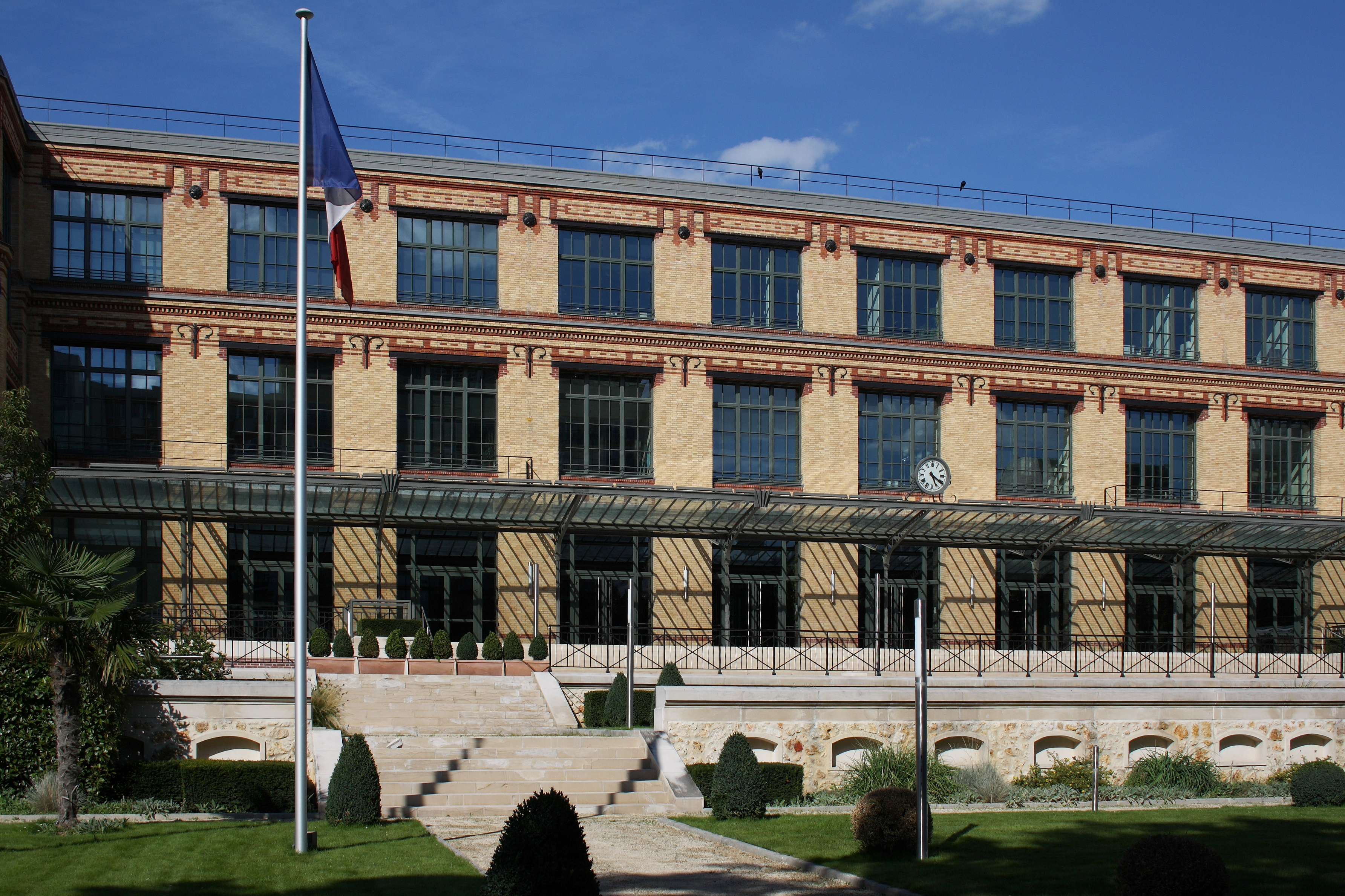
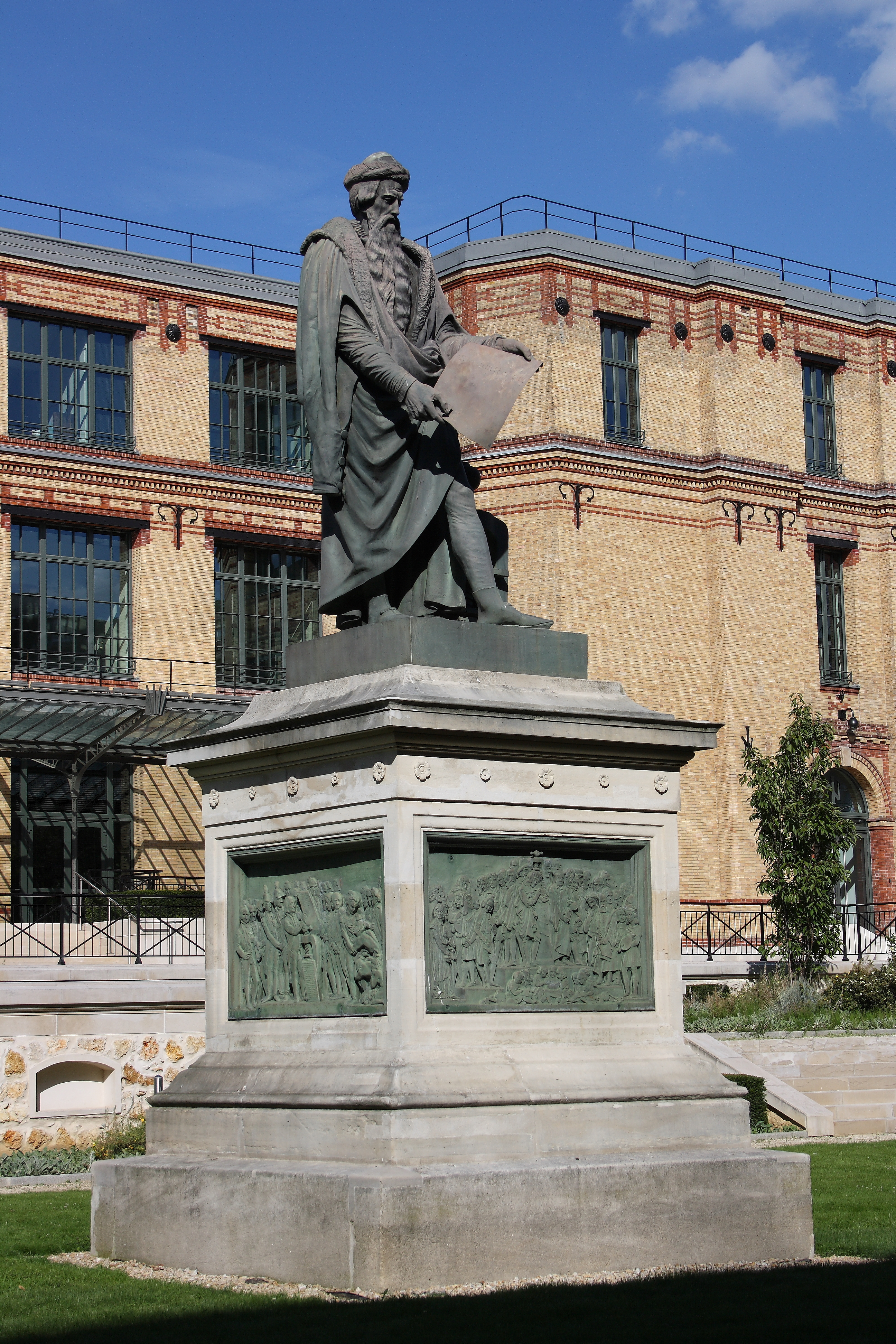
Statue de Gutenberg